# It's Five O'Clock
It's Five O'Clock är ett musikalbum av den grekiska progressiva rockgruppen Aphrodite's Child utgivet 1969 på Mercury Records. 
Albumet har flera gånger återutgetts på cd, bland annat 2010 med sex bonusspår.

## Låtlista

### 1969 års originalutgåva (Mercury 138.351 MCY)
| 1.           | It's Five O'Clock        | Vangelis Papathanassiou, Richard Francis | 3:29  |
| 2.           | Wake Up                  | V. Papathanassiou, R. Francis            | 4:05  |
| 3.           | Take Your Time           | V. Papathanassiou, R. Francis            | 2:40  |
| 4.           | Annabella                | Demis Roussos, Richard George Adams      | 3:55  |
| 5.           | Let Me Love, Let Me Live | Lucas Sideras, R. Francis                | 4:42  |
| Total längd: | Total längd:             | Total längd:                             | 18:51 |

| 1.           | Funky Mary         | V. Papathanassiou, L. Sideras      | 2:44  |
| 2.           | Good Time So Fine  | V. Papathanassiou, Valerie Johnson | 3:30  |
| 3.           | Marie Jolie        | V. Papathanassiou, R. Francis      | 4:47  |
| 4.           | Such A Funny Night | V. Papathanassiou, R. Adams        | 3:13  |
| Total längd: | Total längd:       | Total längd:                       | 14:14 |

### 2010 års cd-utgåva (Esoteric Recordings ECLEC 2205 )
| 1.  | It's Five O'Clock |                                                               |  |
| 2.  | Wake Up |                                                               |  |
| 3.  | Take Your Time |                                                               |  |
| 4.  | Annabella |                                                               |  |
| 5.  | Let Me Love, Let Me Live                                                                                                |                                                               |  |
| 6.  | Funky Mary |                                                               |  |
| 7.  | Good Time So Fine |                                                               |  |
| 8.  | Marie Jolie |                                                               |  |
| 9.  | Such A Funny Night |                                                               |  |
| 10. | I Want To Live (Bonusspår; A-sida på singel utgiven juni 1969 (Polydor 56769))                                          | Jean Paul Égide Martini arr: Boris Bergman, V. Papathanassiou |  |
| 11. | Magic Mirror (Bonusspår; B-sida på singel utgiven juni 1969 (Polydor 56769))                                            | V. Papathanassiou, John Fiddy                                 |  |
| 12. | Lontano Dagli Occhi (Bonusspår; B-sida på singel endast utgiven i Italien januari 1969 (Mercury 133 250 MCF))           | Sergio Bardotti, Sergio Endrigo                               |  |
| 13. | Quando L’Amore Diventa Poesia (Bonusspår; A-sida på singel endast utgiven i Italien januari 1969 (Mercury 133 250 MCF)) | Mogol (Giulio Rapetti), Piero Soffici                         |  |
| 14. | Spring, Summer, Winter And Fall (Bonusspår; A-sida på singel utgiven augusti 1970 (Mercury 6033 003))                   | V. Papathanassiou, R. Francis                                 |  |
| 15. | Air (Bonusspår; B-sida på singel utgiven augusti 1970 (Mercury 6033 003))                                               | L. Sideras                                                    |  |

## Medverkande musiker
- Demis Roussos – bas, gitarr, sång
- Vangelis Papathanassíou – keyboard
- Lucas Sideras – trummor, sång